# Caxhuacan
Caxhuacan är en kommunhuvudort i Mexiko.   Den ligger i kommunen Caxhuacan och delstaten Puebla, i den sydöstra delen av landet, 170 km öster om huvudstaden Mexico City. Caxhuacan ligger 700 meter över havet och antalet invånare är 3 816.
Terrängen runt Caxhuacan är huvudsakligen kuperad, men söderut är den bergig. Runt Caxhuacan är det ganska tätbefolkat, med 207 invånare per kvadratkilometer. Närmaste större samhälle är Olintla, 9,1 km nordväst om Caxhuacan. I omgivningarna runt Caxhuacan växer i huvudsak städsegrön lövskog.